# Tombe dei giganti della provincia del Medio Campidano
Le tombe dei giganti della provincia del Medio Campidano:

## Tombe dei giganti
| Nome                                           | Comune         | Coordinate           | Mappa |
| ---------------------------------------------- | -------------- | -------------------- | ----- |
| tomba dei giganti di Argiola Frissa I          | Arbus          | 39.52047°N 8.56058°E | Mappa |
| tomba dei giganti di Argiola Frissa II         | Arbus          | 39.52187°N 8.55979°E | Mappa |
| tomba dei giganti di Argiola Frissa III        | Arbus          | 39.52265°N 8.56056°E | Mappa |
| tomba dei giganti di Argiola Frissa IV         | Arbus          | 39.52313°N 8.56082°E | Mappa |
| tomba dei giganti di Bruncu su Sensu           | Arbus          | 39.46032°N 8.38578°E | Mappa |
| tomba dei giganti di Colludu                   | Arbus          | 39.70447°N 8.47722°E | Mappa |
| tomba dei giganti di Cuccuru Espis             | Arbus          | 39.61193°N 8.4902°E  | Mappa |
| tomba dei giganti di Manago                    | Arbus          | 39.47149°N 8.39016°E | Mappa |
| tomba dei giganti di Nostra Signora d'Itria    | Arbus          | 39.52494°N 8.55613°E | Mappa |
| tomba dei giganti di sa Grutta 'e su Bandiu    | Arbus          | 39.46972°N 8.39518°E | Mappa |
| tomba dei giganti di sa Perda 'e su Scusorgiu  | Arbus          | 39.46646°N 8.39537°E | Mappa |
| tomba dei giganti di sa Perda Pinnada          | Arbus          | 39.72012°N 8.47257°E | Mappa |
| tomba dei giganti di Serr'e Fossu              | Arbus          | 39.49021°N 8.55064°E | Mappa |
| tomba dei giganti di su Forru de Mari          | Arbus          | 39.46866°N 8.38816°E | Mappa |
| tomba dei giganti di su Forru 'e ni            | Arbus          | 39.47042°N 8.40664°E | Mappa |
| tomba dei giganti di su Lacchittu              | Arbus          | 39.46849°N 8.38838°E | Mappa |
| tomba dei giganti di su Mobizzu                | Arbus          | 39.48859°N 8.5479°E  | Mappa |
| tomba dei giganti di su Rosau                  | Arbus          | 39.70901°N 8.47058°E | Mappa |
| tomba dei giganti di su Nuraxi                 | Barumini       | 39.7064°N 8.99128°E  | Mappa |
| tomba dei giganti di sa Sedda 'e sa Caudeba I  | Collinas       | 39.64523°N 8.80542°E | Mappa |
| tomba dei giganti di sa Sedda 'e sa Caudeba II | Collinas       | 39.6449°N 8.8054°E   | Mappa |
| tomba dei giganti di sa Terra de su Muru       | Collinas       | 39.65625°N 8.85656°E | Mappa |
| tomba dei giganti di Ollasteddu                | Gesturi        | 39.70645°N 9.05201°E | Mappa |
| tomba dei giganti di Pran 'e Mendula           | Gesturi        | 39.72036°N 9.05574°E | Mappa |
| tomba dei giganti di Pran'e Follas             | Gesturi        | 39.70555°N 9.05801°E | Mappa |
| tomba dei giganti di Scusorgiu                 | Gesturi        | 39.71443°N 9.05116°E | Mappa |
| tomba dei giganti di Conchixedda I             | Gonnosfanadiga | 39.49023°N 8.59522°E | Mappa |
| tomba dei giganti di Conchixedda II            | Gonnosfanadiga | 39.49203°N 8.59611°E | Mappa |
| tomba dei giganti di sa Grutta s'Orcu          | Gonnosfanadiga | 39.50647°N 8.62234°E | Mappa |
| tomba dei giganti di San Cosimo I              | Gonnosfanadiga | 39.50597°N 8.61628°E | Mappa |
| tomba dei giganti di San Cosimo II             | Gonnosfanadiga | 39.50604°N 8.61557°E | Mappa |
| tomba dei giganti di Sant'Anastasia            | Gonnosfanadiga | 39.4849°N 8.58372°E  | Mappa |
| tomba dei giganti di Nurecci                   | Guspini        | 39.63573°N 8.56941°E | Mappa |
| tomba dei giganti di Terra Moi                 | Guspini        | 39.61462°N 8.59349°E | Mappa |
| tomba dei giganti di Ruinali Meseda            | Las Plassas    | 39.66805°N 8.99318°E | Mappa |
| tomba dei giganti di su Cuaddu 'e Nixias       | Lunamatrona    | 39.64995°N 8.87944°E | Mappa |
| tomba dei giganti di Corti Accas               | Pauli Arbarei  | 39.65841°N 8.94269°E | Mappa |
| tomba dei giganti di Mollargiu I               | Pauli Arbarei  | 39.66526°N 8.95198°E | Mappa |
| tomba dei giganti di Mollargiu II              | Pauli Arbarei  | 39.66436°N 8.95228°E | Mappa |
| tomba dei giganti di Perdina Craba             | Sardara        | 39.60051°N 8.8592°E  | Mappa |
| tomba dei giganti di sa Domu 'e s'Orcu         | Siddi          | 39.68619°N 8.87111°E | Mappa |
| tomba dei giganti di Moru Pintau               | Villamar       | 39.64608°N 8.96609°E | Mappa |
| tomba dei giganti di Giardoni                  | Villasimius    | 39.14068°N 9.48448°E | Mappa |